# Protestas de inmigrantes en los Estados Unidos de 2006

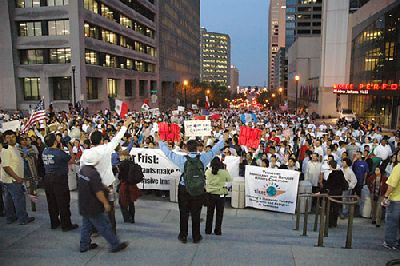
Miles reunidos a favor de los derechos de los inmigrantes indocumentados en Nashville, Tennessee el 29 de marzo de 2006.

En el 2006, millones de personas se congregaron en protestas por una reforma integral contra las leyes de inmigración existentes en Estados Unidos.
Las protestas comenzaron en respuesta a la propuesta legislativa conocida como H.R. 4437, que aumentaría las penalidades para la inmigración indocumentada, y clasificaría a los extranjeros indocumentados y a cualquier otra persona que los ayudase a entrar o permanecer en los Estados Unidos como criminales. Como parte de una discusión más amplia sobre inmigración, la mayor parte de las protestas no solo buscaron un reacondicionamiento de esta leyes, sino también un camino a la legalización de aquellos que han ingresado ilegalmente a los Estados Unidos y unos pocos los retrasos de los Servicios de Inmigración.
El séquito nacional de protestas más grande ocurrió el 10 de abril de 2006, en 102 ciudades a través del país. Se estimó que se congregaron muchedumbres de entre 100.000 y 500.000 personas en varias ciudades. Casi todas las protestas llamaron la atención por su considerable manifestación pacífica y concurrida por los medios, aunque había también controversia sobre lo que consideraba mucha gente sobre el simbolismo antiamericano en algunas de las protestas. Las protestas adicionales tomaron lugar el Día Internacional de los Trabajadores y muchos de los manifestantes ese día llevaron los retratos del ícono revolucionario Che Guevara junto a banderas Americanas. Los socialistas y otras organizaciones izquierdistas se unieron a las protestas así como muchas organizaciones de derecha y los grupos religiosos.

## El rol de los medios de comunicación en Español
Los medios de comunicación en español, particularmente Univisión, Telemundo, Azteca América y varias estaciones de radio en español a través del país, en gran parte ayudó movilizando gente para las protestas. Eduardo Sotelo, una personalidad de la radio de lengua española de Los Ángeles convenció a once de sus contrapartes de las estaciones de radio de habla hispana de Los Ángeles de reunir a los oyentes en las protestas planeadas.

## El rol del Internet
Los sitios de la comunidad de Internet que contenían blogs personales también desempeñaron un papel significativo ayudando a "correr la voz" de las fechas y las ubicaciones de las marchas y las protestas de manifestación. Mientras que la radio de lengua española se concentró solo en las audiencias de habla hispana, el Internet abasteció a los México-Estadounidenses y a otras juventudes hispanas. MySpace fue visto particularmente como fuente significativa para atraer a la juventud que habla inglés. Debido al Internet, las variadas marchas y manifestaciones que ocurrieron alrededor de la nación atrajeron más que simplemente a extranjeros indocumentados, organizaciones e iglesias de abogados inmigrantes sin fines de lucro. El Internet fue responsable directo de atraer a un gran porcentaje de la juventud Hispano-Americana de habla Inglesa.

## Controversia y reacción al simbolismo de la bandera y las protestas
Las protestas iniciales causaron mucha controversia después de que varios manifestantes agitaran banderas Mexicanas y Centroamericanas. El tema de estas banderas fue repetido también por los medios de comunicación y los columnistas. Un incidente particular referido implicó una protesta en la Secundaria Montebello en California, donde una bandera Mexicana fue levantada en el asta de bandera sobre una bandera de Estados Unidos al revés).
Debido a la controversia, los organizadores de las protestas animaron a los manifestantes a dejar las banderas mexicanas en sus casas, debido a que el Cardenal Roger Mahony les dijo a los manifestantes de Los Ángeles que no ondeen ninguna bandera que no sea la de los Estados Unidos porque, "...no nos ayudarían a conseguir la legislación que necesitamos." Como resultado de esta controversia los siguientes manifestantes tuvieron menos banderas mexicanas y más banderas estadounidenses. Este hecho no marcó el final de la controversia sobre las protestas, y algunos comentadores y blogueros también cuestionaron las declaraciones en los carteles expuestos por ciertos manifestantes, las cuales describieron como racistas y Antiamericanas.
El Movimiento Mexica era uno de los grupos más notables que promovían los mensajes polémicos considerados en las marchas de Los Ángeles y de Dallas. Su organización lleva largos carteles empezando con "Todos los Europeos Son Ilegales En Este Continente Desde 1492" y "somos los ÚNICOS dueños de este continente!." También llevaron carteles grandes que representaban al miembro del Congreso James Sensenbrenner de Wisconsin como Nazi y el continente Norteamericano expuesto bajo el título, “Continente Robado.” Otros grupos polémicos que contradijeron a las marchas inmigrantes incluyeron muchas organizaciones que el Centro Meridional de la Ley de la Pobreza clasifica como grupos de odio tales como organizaciones neo-Nazi y otras que se clasifican como organizaciones “de base”.
Como parte del contragolpe sobre las protestas y la controversia sobre el tema del simbolismo de la bandera, un grupo que se autodefine “Guardas de la Frontera” quemó una bandera Mexicana en frente del Consulado Mexicano en Tucson, Arizona, el 9 de abril de 2006. El día siguiente el grupo procedió a quemar dos banderas Mexicanas durante una protesta en Tucson, Arizona, en la cual se estima que participaron 15.000 personas. Después de que la policía agarre un estudiante que había lanzado una botella de agua a los “Guardas de la Frontera”, siguieron a los oficiales de policía diciéndoles que dejasen ir al estudiante. La situación fue violenta y fueron arrestados 6 manifestantes y docenas fueron rociados con gas pimienta. Al día siguiente la policía arrestó al líder de los Guardas de la Frontera, Roy Warden, por cargos que incluían asalto y el comienzo de un incendio en un parque público.
Además, Oceanside de California unificó las "banderas y carteles de sus campus después del conflicto con los agitadores de banderas Mexicanos con los agitadores de banderas Estadounidenses."

## Oposición
Los ciudadanos opuestos a la inmigración ilegal también han sido activos. El Washington Post divulgó recientemente que, en una ciudad de los Estados Unidos, un centro del trabajo de día en donde se sospechaba que se congregaban inmigrantes indocumentados fue cerrado y su alcalde y dos concejales fueron votados fuera de oficina como resultado de las preocupaciones de la inmigración.
La Calidad de Miembro en el Proyecto Minutemen aumentó debido en parte al contragolpe de las protestas. El 3 de mayo, respondiendo a los boicots del 1 de mayo, los Minutemen emprendieron una caravana a través de los Estados Unidos en un esfuerzo de llamar la atención por la necesidad de una aplicación fronteriza. Se esperaba que la caravana alcance Washington D. C. el 12 de mayo.

## Cronología

### Febrero
- 14 de febrero: reunión de 2.000 manifestantes en el parque nacional Histórico de Filadelfia para el “Día Sin Una Protesta inmigrante”.[14]

### Marzo
- 8 de marzo: 40.000 manifestantes en frente de la Capital en Washington D. C..
- 10 de marzo: 100.000 marcharon del Parque Unión a la Plaza Federal en Illinois, Chicago pero los organizadores dicen que realmente marcharon entre 250.000 y 500.000.[15]
- 23 de marzo: 10.000-15.000 marcharon al Parque Zeidler en Milwaukee.[16]
- 24 de marzo: 20.000 marcharon a la oficina del senador Jon Kyl en Phoenix.[17] Diez millares de trabajadores participan del paro de trabajadores en Georgia.[18]
- 25 de marzo: alrededor de 750.000 marcharon del Olímpico y del Broadway al Ayuntamiento en Los Ángeles, en lo que fue denominado por una coalición “La Gran Marcha”. Según el Departamento de Policía de Los Ángeles, California al menos 500.000 marcharon al Ayuntamiento en protesta de la HR 4437, propuesta por la legislación del Congreso que luego fue aprobada por la Cámara de Representantes y se movió al Senado para ser debatida.[19]
- 25 de marzo: 50.000 manifestaron delante del Capitol del estado de Colorado en Denver.[20]
- 25 de marzo: En Cleveland céntrica en la Plaza Pública cerca de Ciudad de la Torre, cientos de descendientes de Mexicanos, Centroamericanos, Chilenos, Dominicános, Argentinos y Puertorriqueños se reunieron para protestar contra la ley H.R. 4437.
- 26 de marzo: 7000 personas se reunieron en el Statehouse en Columbus, Ohio por los derechos de los inmigrantes..

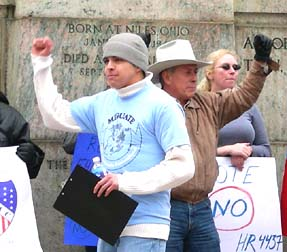
Melvin Ríos y Baldemar Velázquez a la reunión en Columbus, Ohio, por los derechos de los inmigrantes, 2006-03-26.

La manifestación era parte de una serie de reuniones, conducida desde Los Ángeles, California, y; que dibujó sobre los 500.000 manifestantes.
La coalición que patrocinaba la manifestación, incluyó el proyecto inmigrante del trabajador, al comité de organización del trabajo de granja (FLÓC), Local 880 [5] de UFCW, a MIGUATE (de Dover, Ohio), y la [red] de los inmigrantes de Ohio. Los organizadores, previo conocimiento la H.R. 4437, aprobada por el senado de los Estados Unidos, y; conocedores de que sería un crimen el ser un inmigrante indocumentado, y de que pasaría a ser un delito el proporcionar de ayuda a los inmigrantes indocumentados; exigieron una reforma verdadera y justa de las leyes de inmigración, que fundamente la existencia de una trayectoria a la ciudadanía para todos los trabajadores inmigrantes.
- 27 de marzo: 50.000 marcharon al Edificio Federal de McNamara en Detroit.
- 27 de marzo: En un evento llamado "Lunes Negro", cerca de 125.000 estudiantes Latinos de LAUSD caminaron a las escuelas primarias y secundarias de Los Ángeles. Los estudiantes marcharon por las autopistas de Los Ángeles hasta el Ayuntamiento, luego comenzaron a causar disturbios en barrios hispanos muy frecuentados, hasta que el alcalde Antonio Villaraigosa convenció a los estudiantes de que marchasen pacíficamente.
- 29 de marzo: 8.000-9.000 marcharon del Coliseum a la Plaza Legislativa en Nashville.
- 30 de marzo: Ordenaron a Roberto Pambello, el principal de la Secundaria Reagan en Houston, quitar una bandera Mexicana que había colocado en el asta de la bandera de la escuela. En abril fue forzado a renunciar de su posición.
- 31 de marzo: Las repercusiones del "Lunes Negro" en Los Ángeles hizo que varios estudiantes Secundarios protestaran en varias ciudades de los Estados Unidos.

- 3.000 estudiantes de la escuela primaria y secundaria de Las Vegas caminaron desde su clase a la protesta. Algunos estudiantes universitarios se unieron a ellos en su protesta; muchos fueron imputados con absentismo escolar.

- Aproximadamente 6.000 personas se conocieron en el Parque Chicano en San Diego y caminaron a través del centro de la ciudad a la Universidad de la Ciudad. La mayor parte de los asistentes eran de varias High Schools primarias y secundarias.

### Abril
- 1 de abril: Los millares se reunieron en la Capital del Estado de Oklahoma en la Ciudad de Oklahoma.
- 1 de abril: 10.000 marcharon a través del Puente de Brooklyn al Foley Square en Nueva York.[27]
- 6 de abril: Los centenares de estudiantes de Aurora, Illinois salieron de la escuela para marchar a la protesta del centro de la ciudad.[28]
- 8 de abril: Varios cientos de personas se reúnen en el Parque Chicano en San Diego.[29]
- 9 de abril: Manifestantes en varias ciudades de los Estados Unidos, incluyendo:

- 350.000-500.000 marcharon al Ayuntamiento en Dallas.
- 50.000 marcharon en San Diego del Parque Balboa por el centro de la ciudad al Edificio de la Administración del Condado.
- 40.000 marcharon de la Catedral de St. Paul al Capitolio del estado de Saint Paul, Minnesota.
- 6.000 marcharon en Des Moines.

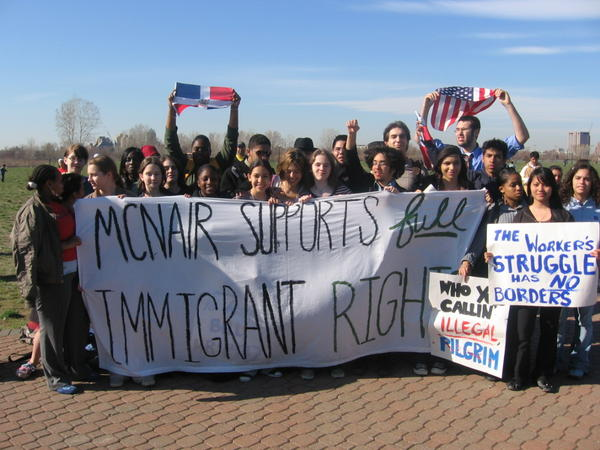
Los estudiantes de la Secundaria Académica McNair de Jersey City protestan contra el H.R. 4437 en el Parque Estatal Libertad después de haber caminado desde su escuela a las 2:00 p. m. del 10 de abril de 2006.

- 10 de abril:Las manifestaciones fueron efectuadas en 102 ciudades a lo largo de los Estados Unidos, incluyendo Las Vegas, Boston, Filadelfia, Reno, Washington D. C., Indianápolis, Phoenix, Nueva York, Lexington, Knoxville, Memphis, Austin[34] y Los Ángeles.[35][36][37]

- Atlanta, Georgia, al menos 50.000 personas manifestaron por la pro-amnistía y la anti-amnistía.
- Boston, Massachusetts, aproximadamente 2000 manifestantes marcharon desde el Parque de Boston al Copley Square.
- Charleston, Carolina del Sur al menos 4.000 personas protestaron contra la incapacidad de los legisladores de acordar en la legislación que conducirían a la ciudadanía.

Fort Myers, Florida, alrededor de 75.000 personas participó en “La Gran Marcha” que afectó al tráfico en las áreas cercanas a la marcha. La corriente de manifestantes tenía por lo menos una milla de largo.
- Grand Junction, Colorado 3.000 más marcharon entre dos parques de la ciudad, delegaciones fueron enviadas a todos los lugares de Colorado Occidental.
- Indianápolis, Indiana, de 10.000 a 20.000 manifestantes pararon el tráfico en el centro de la ciudad. Los discursos ocurrieron fuera del Edificio del Condado-Ciudad durante la tarde.
- Las Vegas, Nevada, se sostuvo una marcha bien organizada de alrededor de 3.000 personas. Los manifestantes marcharon dos millas desde el Parque Jaycee al Palacio de Justicia Federal durante el primer día de las Vacaciones de Primavera de la Región de Clark, agitando banderas mexicanas y estadounidenses del mismo modo. Protestaron a favor de la amnistía.
- Pensacola, Florida, cerca de 1.000 reunidas en Martin Luther King, Jr Plaza en el centro de Pensacola protestaron contra la legislación pendiente que promulgaría las penas para extranjeros indocumentados y para aquellos que les dan empleo.
- Phoenix, Arizona, al menos 100.000 personas tomaron las calles.
- Nueva York, entre 70.000 y 125.000 personas protestaron frente al Ayuntamiento. Los senadores Hillary Clinton y Chuck Schumer hablaron en la reunión. Ninguno de los dos nombró a la amnistía, aunque muchos de los carteles y cantos de la muchedumbre lo hicieron.
- Oakland, California, alrededor de 10.000 personas participaron en la manifestación.
- Salt Lake City, Utah, una reunión fue sostenida en el Edificio del Condado-Ciudad; hubo alrededor de 15.000 manifestantes.
- San Antonio, Texas, alrededor de 18.000 personas marcharon del Parque Milam al Edificio Federal en el centro de la ciudad.
- San José, California 25.000 manifestantes marcharon varias millas desde King and Story al Ayuntamiento. El acceso de la carretera a La Ruta-101 y a la Interestatal 680 fue cerrado, causando importantes problemas de tráfico.
- Seattle, Washington entre 15.000 y 25.000 marcharon a una reunión en el edificio federal donde voceros en apoyo de los manifestantes, tales como el Alcalde Greg Nickels y el Ejecutivo del Condado Ron Sims hablaron. Se estiman apenas 5.000.

- 11 de abril: Varias protestas ocurrieron en Nevada.

- En Las Vegas, Nevada, una reunión con un mínimo estimado de más de 300 personas fue sostenida en el Centro de Cashman; varias figuras importantes de la oposición se manifestaron, tales como Jim Gilchrist, La Secretaría del Estado de Nevada y el presentador de radio local Mark Edwards protestaron contra la amnistía.
- En Carson City, Nevada, alrededor de 200 estudiantes caminaron desde clase, reuniéndose frente a la Mansión del Gobernador.
- En Reno, Nevada, entre 2.000 y 4.000 manifestantes marcharon desde el centro de la ciudad, de la Universidad de Nevada, hasta el Edificio Federal de Bruce R. Thompson, y continuaron hasta un punto designado cerca del Centro Comercial de Meadowwood. El tráfico fue cortado y desviado a lo largo de Calle South Virginia durante la manifestación.

- 13 de abril: Varios estudiantes de escuelas de Woodburn (una ciudad con una gran comunidad hispana) marcharon fuera de clase.[53]
- 19 de abril: Estudiantes de varias Secundarias y Primarias de Denver caminaron desde clase y marcharon al capitolio.[54]
- 27 de abril: Aproximadamente 200 voluntarios y partidarios construyeron un alojamiento de 6 pies de alto, cercado con alambre de púas a lo largo de la frontera de México y Estados Unidos para enviarles a los Americanos y a los líderes en Washington un mensaje claro respecto a la escasez de seguridad en sus fronteras.[55]
- 28 de abril: Nuestro Himno, una interpretación en Español del Himno de Estados Unidos, es oída en 500 estaciones de radio en español a lo largo del país. El Presidente Bush dijo que el Himno Nacional debe ser cantado en inglés.[56]

### Mayo

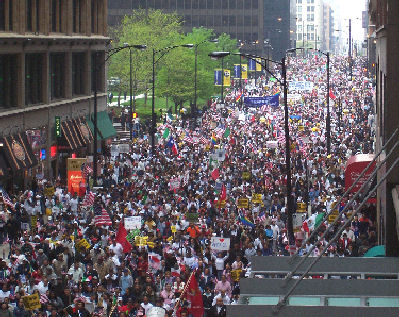
Una reunión el 1 de mayo en Chicago.

- 1 de mayo: El "Gran Boicot Americano" toma lugar a lo largo de los Estados Unidos y en unas pocas ubicaciones extranjeras.[57]
  - Alrededor de 75.000 protestaron en Denver y cerca de un millón en Los Ángeles.
  - El área de El Paso, Tejas vio a cerca de 2.000 manifestantes que caminaron desde el Parque Sunland, Nueva México hasta la Plaza San Jacinto en el centro de la ciudad; otro grupo de manifestantes caminó desde el Panteón Nacional Chamizal hasta la misma plaza en el centro de la ciudad. Varios estudiantes universitarios del Estado de Nueva México y de la Universidad de Tejas en el Paso también participaron.
  - Austin, Texas, fue testigo de una reunión de miles de residentes.
  - Alrededor de 400.000 marcharon en Chicago, según la policía, aunque los organizadores contaron cerca de 700.000.[58]
  - Se dijo que el boicot fue de "pequeño impacto económico" en Arizona.[59]
  - Modesto, California vio cerca de 10.000 personas marchando en las calles, posiblemente la asamblea de gente más larga en la historia de la ciudad. Las calles más importantes fueron cerradas como resultado directo.[60]
  - Boston, Massachusetts tuvo una reunión de entre 2.000-2.500 personas en el Parque Boston, Chelsea, Boston Oriental, y Somerville. También hubo huelgas de universitarios y estudiantes secundarios reunidos en Harvard Square, que luego se unieron a la manifestación del Parque Boston.[61]
  - Cerca de 15.000 manifestantes fueron reportados en Santa Bárbara, California.[62]
  - Algunos partidarios han llamado a este el boicot más importante desde los días del movimiento por los derechos civiles.[63]
  - Aproximadamente 20.000 marcharon en el Área de la Bahía de California.[64]
  - Un diario de California reportó que un altercado tomó lugar entre la policía y los manifestantes.
  - Noticias locales estiman que más de 3.000 personas marcharon desde el Parque Jaycee en Las Vegas, Nevada; algunos comercios locales sufrieron pero la mayoría no sufrió impactos financiales.[65]
  - De acuerdo a L.A. Observed, ocurrió un altercado entre los manifestantes y la policía en el Parque McArthur en Los Ángeles.[66]
  - Alrededor de 1.000 manifestantes en Tijuana, México bloquearon el cruce fronterizo internacional en apoyo a los derechos de los inmigrantes indocumentados.

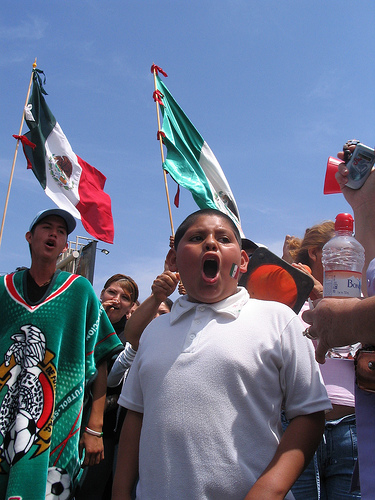
Protesta por los derechos de los Inmigrantes en la frontera de Estados Unidos/México en Tijuana.

- 2 de mayo: El Proyecto Minutemen dice que se unieron en abril 400 miembros nuevos en respuesta a las protestas.[67]
- 3 de mayo: En respuesta al boicot de reforma de la pro-inmigración reform boycott, el Minutemen comenzó una caravana a lo largo de los Estados Unidos la cual llegaría a Washington, D.C en mayo.[68]
- 25 de mayo: El Senado de los Estados Unidos aprobó la ley S. 2611 la cual incluye un camino a la ciudadanía para 8.5 millones de inmigrantes indocumentados.

## Legislación
H.R. 4437 (La Protección de la Frontera, Anti terrorismo, y Acta de Control de Inmigración Ilegal de 2005) fue aprobado por la Cámara de Representantes de los Estados Unidos el 16 de diciembre de 2005 por una votación de 239 a 182. También es conocida como la "Ley de Sensenbrenner" por su patrocinador en la Cámara de Representantes, Jim Sensenbrenner. H.R. 4437 fue visto por muchos como el catalizador de las protestas por la reforma de inmigración estadounidense de 2006.
La Reforma de Inmigración y el Acta de Control de 1986 previamente amnistió a 2.7 millones de extranjeros indocumentados.
La ley aprobada por el Senado de Estados Unidos es S. 2611, la cual nunca fue aprobada por el comité de conferencia. El liderazgo de la Cámara Republicana, indicó que rechaza enteramente a S. 2611 y que pasará legislación que solo se dirigirá a la seguridad fronteriza. El fin del Congreso 109.º marcó el final de esta ley.

## Organizaciones
Las siguientes organizaciones movilizaron de centenares (FRIA) a millones de personas (Gran Paro Estadounidense) alrededor de la reforma inmigratoria en los Estados Unidos durante 2006.
- 1 de mayo de 2006 'Un Día Sin' la Movilización Endosante Nacional Inmigrante - coalición nacional de 215 organizaciones que movilizaron a un millón de manifestantes a través de los Estados Unidos el 1 de mayo de 2006 por el Gran Paro Estadounidense.
- Alianza Nosotros Somos América - intercomunicación nacional de cientos de coaliciones regionales que movilizaron a 2 millones de manifestantes a través de Estados Unidos el 10 de abril de 2006, y coordinaron protestas nacionales el 1 de mayo.
- El Paro y el Día Sin Coalición Inmigrante (Región de Filadelfia) coalición regional en Filadelfia de docenas de organizaciones invitadas que movilizaron cientos de manifestantes en 7 marchas desde el 14 de febrero al 10 de abril de 2006.
- Coalición de 25 de marzo - Southern California coalición que movilizó a 750,000 manifestantes en Los Ángeles, California el 25 de marzo de 2006.
- Coalición Nosotros Somos América (California) - Southern California coalición de 47 organizaciones que movilizó a 400,000 manifestantes en Los Ángeles a lo largo del Wilshire Boulevard el 1 de mayo de 2006.
- Federación de la Reforma de la Inmigración Americana (FRIA) - movilizó docenas de personas en varias contra-protestas
- Proyecto Minutemen - muestra contra protestas esporádicas en algunas ciudades importantes estadounidenses
- Patrulla Americana - Esta tiene reportes extensivos que están supuestamente ignoradas por los medios de comunicación dominantes